# Metridia brevicauda
Metridia brevicauda is een eenoogkreeftjessoort uit de familie van de Metridinidae. De wetenschappelijke naam van de soort is voor het eerst geldig gepubliceerd in 1889 door Giesbrecht.